# Житковичский биологический заказник
Житковичский биологический заказник — биологический заказник в Беларуси в Житковичском районе Гомельской области. Площадь 15,0 га. Создан в 1978 году с целью охраны дикорастущих лекарственных растений. На территории заказника запрещается проведение осушительных работ, добыча торфа, выпас скота и сенокошение ранее сроков, обеспечивающих семенное возобновление растений, а также сбор ягод (черники, брусники и других) при помощи механических приспособлений (гребёнок, скребков и других). Упразднен в 2008 году.